# دریاچه گریت بر
دریاچه گریت بِر (به انگلیسی: Great Bear Lake) بزرگ‌ترین دریاچه‌ای است که به‌طور کامل در داخل خاک کانادا قرار گرفته است. دریاچه گریت بر همچنین چهارمین دریاچه بزرگ آمریکای شمالی و هشتمین دریاچه بزرگ جهان است.

## دانستنی‌ها
- دریاچه گریت بر، یک دریاچه آب شیرین است.[۴]
- طول دریاچه در حدود ۳۲۰ کیلومتر (۲۰۰ مایل) عرض آن ۴۰ تا ۱۷۵ کیلومتر (۲۵ تا ۱۱۰ مایل) و مساحتش ۳۱٬۳۲۸ کیلومتر مربع (۱۲٬۰۹۶مایل مربع) می‌باشد. بیشینهٔ عمق آن ۴۱۳ متر است.[۳]
- آب دریاچه گریت بر در رودخانه‌ای به همین نام تخلیه می‌شود. رودخانه گریت بر ۱۱۳ کیلومتر (۷۰ مایل) طول دارد و به رودخانه مکنزی می‌پیوندد. در ماه‌هایی از سال که یخ نزده است (چهار ماه در سال) از نظر حمل و نقل اهمیت دارد.
- دریاچه گریت بر پیش از سال ۱۸۰۰ کشف گردید. وجود خرس‌هایی در اطراف دریاچه، دلیل نامگذاری آن بوده است.[۳][یادداشت ۲]
- دریاچه گریت بر تعداد زیادی جزیرهٔ کوچک دارد. سکونتگاه دلاین در ساحل جنوب غربی دریاچه و در نزدیکی رودخانه گریت بر قرار دارد. در زمستان رودخانه یخ می‌زند و مردم می‌توانند از روی آن عبور کنند.

## نگارخانه

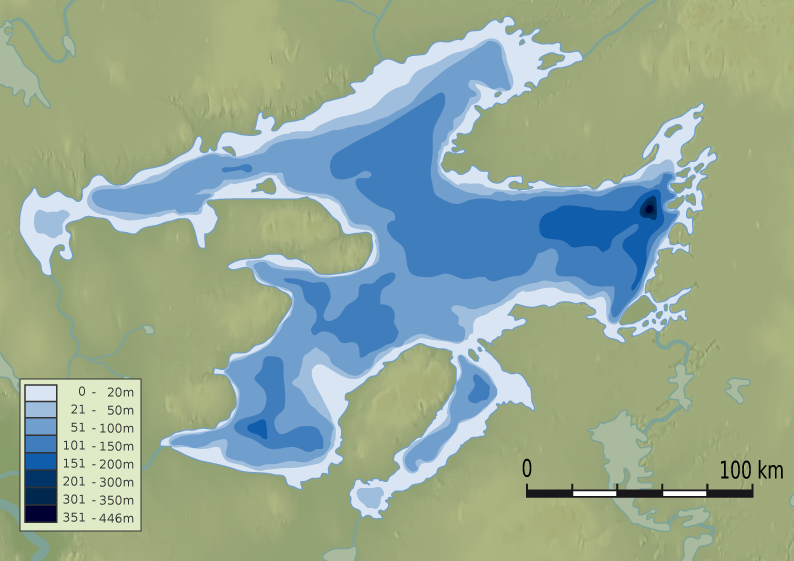
قسمت‌های پرعمق و کم‌عمق دریاچه در نگاره مشخص شده است.
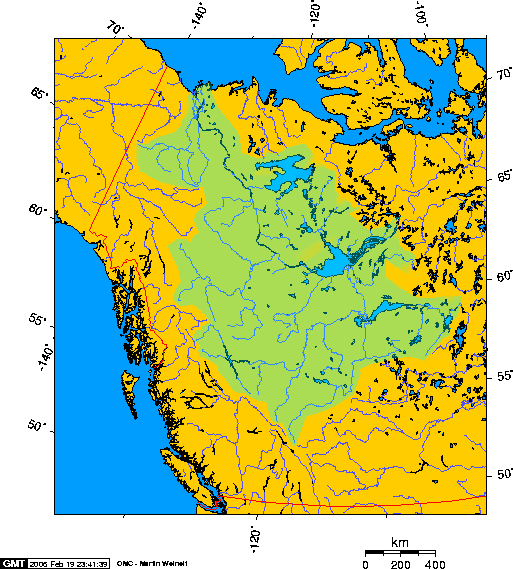
دریاچه گریت بر در شمال غربی کانادا واقع شده است.
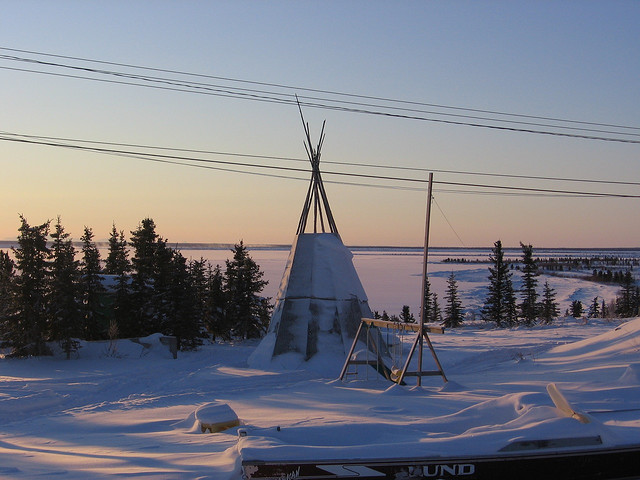
سکونتگاه دلاین در ساحل جنوب غربی دریاچه